# Jüdische Gemeinde Fürstenforst
Die Jüdische Gemeinde in Fürstenforst, einem Gemeindeteil von Burghaslach im mittelfränkischen Landkreis Neustadt an der Aisch-Bad Windsheim in Bayern, bestand im 18./19. Jahrhundert.

## Geschichte
Im Fürstlich Castell’schen Archiv finden sich Urkunden zu den Juden in Fürstenforst, denn die Familie Castell übte die Grundherrschaft in Fürstenforst aus.
Im Jahr 1813 wurde nach dem Bayerischen Judenedikt die Zahl der in Fürstenforst zugelassenen jüdischen Familien auf acht festgesetzt (Matrikelstellen). Im Dorf lebten zu dieser Zeit circa 150 Einwohner.
Mitte des 19. Jahrhunderts sind mehrere der Familien vermutlich nach Amerika ausgewandert oder in andere Orte verzogen. Bereits Ende des 19. Jahrhunderts sind keine jüdischen Einwohner mehr am Ort nachweisbar.
Die Toten der jüdischen Gemeinde Fürstenforst wurden seit der Zeit um 1700 auf dem jüdischen Friedhof in Aschbach beigesetzt, seit der Anlage des jüdischen Friedhofes in Burghaslach im Jahr 1775 dort. Die jüdische Gemeinde Fürstenforst wurde dem Distriktsrabbinat Uehlfeld zugeteilt.
In einem heute als Wohnhaus genutzten Gebäude (Fürstenforst Nr. 19) befand sich im Obergeschoss die Synagoge. Im ehemaligen Gottesdienstraum hat sich eine hebräische Inschrift erhalten. Die Übersetzung lautet: „Edles Schweigen während der Zeit des Gebets“.